# خانه امیر قلی امینی
خانه امیر قلی امینی مربوط به دوران‌های تاریخی پس از اسلام است و در اصفهان، خیابان آیت اکاشانی، بین چهارسوق شیرازیها و وفایی واقع شده و این اثر در تاریخ ۱۱ مرداد ۱۳۸۴ با شمارهٔ ثبت ۱۲۳۰۴ به‌عنوان یکی از آثار ملی ایران به ثبت رسیده است.
خانه تاریخی امیرقلی امینی از افتخارات محله جوزدان واقع است، این خانه در غرب خیابان کاشانی و در نبش کوچه شهید دهقان قرار گرفته است. البته این بنا این روزها تبدیل به کتابخانه و مرکزی فرهنگی شده است.
سنگ مزار وی به شکل مجلد و کتابی طراحی‌شده که در حواشی و بخش‌های مرکزی آن نقوش پرکاری از گل و برگ و در ورق چین کتاب تاریخ فوت به خط نستعلیق مشکی و به تاریخ هجری شمسی به این شرح آمده است: «امیرقلی امینی مدیر روزنامه اصفهان فرزند ابراهیم تولد ۱۲۷۶ وفات ۱۳۵۷».